# Amtsgericht Wassertrüdingen
Das Amtsgericht Wassertrüdingen war ein von 1879 bis 1959 bestehendes bayerisches Gericht der ordentlichen Gerichtsbarkeit mit Sitz im mittelfränkischen Wassertrüdingen.

## Geschichte
Anlässlich der Einführung des Gerichtsverfassungsgesetzes am 1. Oktober 1879 wurde in Wassertrüdingen ein Amtsgericht errichtet, dessen Sprengel aus dem vorherigen Landgerichtsbezirk Wassertrüdingen gebildet wurde und somit die Gemeinden Altentrüdingen, Ammelbruch, Aufkirchen, Beyerberg, Burk, Dambach, Dennenlohe, Ehingen, Fürnheim, Geilsheim, Gerolfingen, Großlellenfeld, Grüb, Heinersdorf, Irsingen, Kleinlellenfeld, Königshofen an der Heide, Kröttenbach, Lentersheim, Oberkemmathen, Obermögersheim, Oberschwaningen, Reichenbach, Röckingen, Schobdach, Unterschwaningen und Wassertrüdingen umfasste. Übergeordnete Instanzen waren das Landgericht Ansbach und das Oberlandesgericht Nürnberg.
Nach der kriegsbedingten Herabstufung des Amtsgerichts Wassertrüdingen zur Zweigstelle des Amtsgerichts Gunzenhausen und der offiziellen Bestätigung dieser Maßnahme im Jahre 1956 erfolgte auf Anordnung des Bayerischen Staatsministers der Justiz am 1. Juli 1959 die Auflösung dieser Zweigstelle.
Mit Wirkung vom 1. Januar 1970 wurde der Bezirk des ehemaligen Amtsgerichts Wassertrüdingen vom Amtsgericht Gunzenhausen abgetrennt und dem Amtsgericht Dinkelsbühl zugelegt.